# S2 Games
S2 Games er en amerikansk computerspils-udvikler, bosiddende i Rohnert Park i Californien, USA. Deres første udgivelse, Savage: The Battle for Newerth, udkom den 9. september 2003, og gør sig bemærket ved at være et computerspil, som kombinerer First-person shooter og Real-time strategy. Savage: The Battle for Newerth er et spil, som ifølge udviklerne selv tilhører genren Real-Time Strategy Shooter eller 'RTSS'. S2 Games udgav efterfølgeren Savage 2: A Tortured Soul den 16. januar 2008 som følger stilen fra den deres første udgivelse. Den 12. Maj 2010 udgav de Heroes of Newerth som drager inspiration fra Warcraft III banen DotA.

## Produkter
- Savage: The Battle for Newerth (2003) (PC, Macintosh, Linux)
- Savage 2: A Tortured Soul (2008) (PC, Macintosh, Linux)
- Heroes of Newerth (2010) (PC, Macintosh, Linux)

## Ekstern henvisning
- S2 Games Arkiveret 5. januar 2009 hos  Wayback Machine
- Savage: The Battle for Newerth Arkiveret 23. april 2009 hos  Wayback Machine
- Savage 2: A Tortured Soul Arkiveret 5. januar 2009 hos  Wayback Machine
- Heroes of Newerth Arkiveret 28. september 2010 hos  Wayback Machine